# Aéroport de Mason
L'Aéroport de Mason (en anglais: Mason Jewett Field) (code OACI : KTEW) est un petit aéroport public situé à 1 km au sud-est du Central business district de Mason, dans le Michigan.  L'aéroport possède une piste.